# Billy-sur-Aisne
Billy-sur-Aisne är en kommun i departementet Aisne i regionen Hauts-de-France i norra Frankrike. Kommunen ligger  i kantonen Soissons-Sud som ligger i arrondissementet Soissons. År 2022 hade Billy-sur-Aisne 1 141 invånare.

## Befolkningsutveckling
Antalet invånare i kommunen Billy-sur-Aisne
Referens: INSEE